# Tristan Flore
Tristan Flore est un pongiste français né le 2 janvier 1995 à Montélimar, faisant partie du club de l'AS Pontoise-Cergy TT.
Double champion d'Europe junior, il crée la surprise en 2012 en devenant champion de France en senior à seulement 17 ans, premier junior à s'imposer depuis Jacques Secrétin en 1966.

## Carrière sportive
Tristan Flore commence le tennis de table à huit ans. Il intègre l'UMSTT Montélimar par le biais de ses grands frères, où il est entraîné par Christophe Ferrandez puis Christian Gaubert qui déclarera plus tard : « dès le départ, je me suis aperçu qu'il avait des qualités surnaturelles ».
Le 7 juin 2009, à Saint-Berthevin, le Montilien devient pour la première fois champion de France cadet, battant en finale Antoine Hachard 4/3.
Tristan dispute le championnat 2009/2010 au sein de la Nationale 1 de l'AMSL Fréjus.

En janvier 2010, il est victorieux du Top 10 Européen cadets.

Le 6 juin, à Agen, il conserve son titre de champion de France cadet contre Alexandre Robinot 4/2.
Pour la saison 2010/2011, Tristan incorpore le VGA Saint-Maur et contribuera au titre de champion de France de Pro B, synonyme de montée en Pro A pour l'année suivante.

Le 24 juillet 2011, à Kazan en Russie, alors qu'il n'est que junior 1re année, il devient champion d'Europe junior en battant en finale le tenant du titre Quentin Robinot 4/2 (10,8,-10,-7,5,9), un adversaire qui l'avait toujours vaincu.
La saison 2011/2012 voit Tristan rejoindre l'AS Pontoise-Cergy TT pour disputer le championnat de France Pro A : l'équipe finira à la 6e place.

En mars 2012, il est sélectionné pour la première fois en équipe de France afin de participer au championnat du monde par équipes à Dortmund : la France terminera à la 18e place.

En avril, à Metz, il remporte les titres en simple (4/2 contre Enzo Angles en finale), double et équipe de l’Open de France juniors.

Le 5 mai, à Agen, il assume son statut de tête de série n°1 au championnat de France juniors en remportant le titre, dominant en finale Alexandre Robinot 4/1 (-8,0,9,7,9).

Le 19 mai 2012, à Nantes, Tristan est sacré champion de France senior après avoir surclassé en finale le vétéran Damien Eloi 4/1 (6,11,-6,7,8); il est le premier junior à s’imposer dès sa première tentative (en 1965, Jacques Secrétin avait échoué à 16 ans).

Le 22 juillet, à Schwechat en Autriche, il conserve son titre de champion d'Europe junior en venant à bout de Simon Gauzy 4/3 (-5,6,-4,-9,8,7,9).

Au 31 décembre 2015, Tristan Flore est 106e au classement mondial ITTF.
Il remporte la Ligue des champions de tennis de table 2015-2016 avec son club d'AS Pontoise-Cergy TT, en s'imposant lors de la dernière rencontre décisive.

## Palmarès
| 2019 | - Médaille de bronze en double aux Jeux européens de 2019 | 2017 | - Champion de France Double Seniors |
| 2016 | - Vainqueur de la Ligue des champions de tennis de table 2015-2016 |      |                                     |
| 2013 | - Médaille de Bronze par équipes Juniors - Championnat du monde - Rabat - Médaille de Bronze Double Juniors (avec E. Angles) - Championnat du monde - Rabat |      |                                     |
| 2012 | - Médaille de Bronze par équipes Juniors – Championnat du monde - Hyderabad - Champion de France Simple Seniors – Nantes - Champion d’Europe Simple Juniors – Schwechat - Champion d’Europe par équipes Juniors – Schwechat - Médaille d’Argent Double Juniors (avec S. Gauzy) - Championnat d’Europe – Schwechat - Champion de France Simple Juniors – Agen - Vainqueur de l’Open de France Simple Juniors – Metz |      |                                     |
| 2011 | - Médaille de Bronze par équipes Juniors – Championnat du monde - Manama - Champion d’Europe Simple Juniors – Kazan - Champion d’Europe par équipes Juniors – Kazan - Médaille d’Argent Double Juniors (avec E. Angles) - Championnat d’Europe – Kazan - Médaille de Bronze Simple – Championnat de France Juniors - Alençon |      |                                     |
| 2010 | - Champion d’Europe par équipes Cadets – Istanbul - Champion d’Europe Double Cadets (avec E. Angles) – Istanbul - Champion d’Europe Double Mixte Cadets (avec C. Pang) – Istanbul - Médaille de Bronze Simple Cadets – Championnats d’Europe Jeunes – Istanbul - Champion de France Simple Cadets - Agen - Médaille d’Or Simple Cadets – Top 10 Européen - Topolcany - Médaille de Bronze Simple Cadets – Open de Pologne - Médaille de Bronze par équipes cadets – Open de Pologne - Médaille d’Argent Simple cadets – Open de France à Vern-sur-Seiche - Médaille d’Argent par équipes cadets– Open de France à Vern-sur-Seiche |      |                                     |
| 2009 | - Champion d’Europe par équipes Cadets – Prague - Champion de France Simple Cadets - Saint-Berthevin - Médaille d’Argent par équipes Cadets – Open de République tchèque - Médaille d’Or par équipes Cadets – Open du Portugal - Médaille d’Argent Double Cadets (avec P. Gauzy) – Open de Tunisie - Médaille de Bronze Simple Cadets – Open de Tunisie |      |                                     |
| 2008 | - Médaille d’Or par équipes Cadets – Open du Portugal - Médaille d’Argent Simple Cadets – Open du Portugal |      |                                     |
| 2007 | - Vice-champion de France Simple Minimes - Nîmes |      |                                     |

## Parcours en club
- UMSTT Montélimar
- AMSL Fréjus 2009/2010
- VGA Saint-Maur 2010/2011
- AS Pontoise-Cergy TT depuis 2011/2012